# Forholdet mellem Rusland og Nordkorea
Forholdet mellem Nordkorea og Rusland refererer til de udenrigspolitiske interaktioner mellem Den Russiske Føderation og Den Demokratisk Folkerepublik Korea.
Diplomatisk kontakt blev første gang etableret mellem Sovjetunionen (og dermed også det sovjetiske Rusland) og Nordkorea d. 12. oktober 1948 kort efter oprettelsen af folkerepublikken. Selvom de to var tætte allierede under Den kolde krig, er de efter Sovjetunions opløsning gledet fra hinanden. Kim Jong-il besøgte dog Rusland i 2001, 2002 og 2011.
De to stater har en 17 km lang grænse, der løber langs med floden Tumen. Grænsen blev dannet, da zar Alexander 2. overtog territorie fra Kina som en del af Pekingkonventionen i 1860.
Den russiske befolknings syn på Nordkorea bliver gradvist værre. I slut-april 2013 havde 34 % et positivt syn på Nordkorea, mens det tal var på 54 % tidligere den samme måned.

## Sammenligning af landefakta
|                                   | Den Russiske Føderation                          | Den Demokratiske Folkerepublik Korea          |
| --------------------------------- | ------------------------------------------------ | --------------------------------------------- |
| Indbyggertal                      | 143.975.923 (eksklusiv Krim)                     | 24.051.218                                    |
| Areal                             | 17.098.242 km² (eksklusiv Krim)                  | 120.540 km²                                   |
| Befolkningstæthed                 | 8,4 pr. km²                                      | 198,3 pr. km²                                 |
| Hovedstad                         | Moskva                                           | Pyongyang                                     |
| Største by                        | Moskva                                           | Pyongyang                                     |
| Styreform                         | Føderal semipræsidential konstitutionel republik | Juche unitær                                  |
| Statsoverhoved                    | Vladimir Putin                                   | Kim Jong-un (de facto), Kim Il-sung (de jure) |
| Regeringschef                     | Dmitrij Medvedev                                 | Pak Pong-ju                                   |
| Officielt sprog                   | Russisk                                          | Koreansk                                      |
| BNP pr. indb. (Købekraftsparitet) | 24.067 $                                         | 2.400 $                                       |

## Atomvåben
I marts 1994 under den første nordkoreanske atomkrise foreslog Rusland, at ottepartsforhandlinger skulle afholdes og inkludere både Nord- og Sydkorea, Rusland, USA, Kina, Japan, FN's generalsekretær samt Det Internationale Atomenergiagentur. Siden 2003 har Rusland været en del af Sekspartsforhandlingerne.
I oktober 2006 støttede Rusland FN's sikkerhedsråds Resolution 1718, der fordømte Nordkoreas atomvåbentest i 2006. Efter Nordkorea detonerede endnu et atomvåben d. 25. maj 2009 fordømte Rusland det igen. Ruslands udenrigsminister Sergej Lavrov kaldte det et brud på tidligere resolutioner og Traktaten om ikke-spredning af kernevåben. I samme meddelelse blev testen kaldt for en provokation, der kunne optrappe spændingerne i Nordøstasien.
Under Kim Jong-un foretog landet igen atomvåbentest i 2013. Samme år blev den russiske ambassade samt andre ambassader i landet informeret om, at Nordkorea ikke længere kunne garantere deres sikkerhed. Efter yderligere atomprøversprængninger valgte Rusland i marts 2016 at støtte endnu en resolution fra FN's sikkerhedsråd. Den russiske præsidents presseansvarlige Dmitrij Peskov udtalte, at Nordkoreas åbenhed over for brugen af atomvåben var bekymrende, og at alle parter burde være tilbageholdende.